# Spatholobus bracteolatus
Spatholobus bracteolatus är en ärtväxtart som beskrevs av George King. Spatholobus bracteolatus ingår i släktet Spatholobus och familjen ärtväxter. Inga underarter finns listade i Catalogue of Life.